# 黄侃
黄侃（こう かん、1886年4月3日 - 1935年10月8日）は、中国の訓詁学者。清末に武力革命を唱えた。また、音韻学や中国古典について研究・教育した。
字の季剛でも知られる。
「母でなくば娘でなくば娶られぬは無し」とまで言われた好色家。

## 生涯
黄侃は四川省成都で妾の腹に父の晩年にたった一人の男子として生を受けた。1890年に一家は原籍である湖北省蘄春（今の黄岡市の一部）に引っ越した。
父の黄雲鵠が張之洞の知人であったため、張之洞の推薦を受けて1905年に日本に官費留学し、早稲田大学で学んだ。東京では中国同盟会に参加し、革命を鼓吹した。1906年に来日した章炳麟に師事して『説文解字』や音韻学を学んだ。1910年に帰国して湖北で武力革命を主張した。
辛亥革命後には北京大学の国文系の教授の職についた。師の章炳麟が北京に軟禁されると、ひそかに軟禁先を訪れた。また北京大学では劉師培に学んだ。
文学革命には反対であり、1919年には北京大学を去って武昌高等師範に移っている。1928年からは南京の中央大学で教えた。ほかに北京師範大学、山西大学、東北大学、金陵大学で短期間教えている。南京で1935年に過度の飲酒により死亡した。
黄侃の教えを受けた学者に楊伯峻（楊樹達の甥）、黄焯（黄侃の甥）、台湾の潘重規（黄侃の長女である黄念容の夫）らがある。

## 著作
黄侃は早くから名の知られた学者であったにもかかわらず、生前は著書をほとんど公刊しなかった（ゆえに死を章炳麟に惜しまれた）。現在出版されている黄侃の学術的著書の多くは黄侃の没後に教え子や子孫の手によって編集されたものである。
黄侃の学術的業績で特に影響があったのは音韻学である。音韻学に関する主な論文には「音略」(1935、ただし1920以来部分的に発表していた)、「与友人論小学書」(1920)などがある。黄侃は中古音の一等韻など32韻が上古音以来存在する古本韻であると主張し、これら32韻から開口・合口の関係にすぎない部を統合した上古28部説を唱えた。またこれらの韻と結合する19の声母も上古音以来のものであるが、それ以外の声母は上古音には存在せず、後に分化したものであるとした。また四声については、上古音に平声と入声の2つの声調しかなかったという説を主張した。
黄侃はベルンハルド・カールグレン以前の伝統的な考証学の枠組みの中で音韻研究を行ったため、現在から見ると問題も多い。